# Olešnice (České Budějovice-i járás)
Olešnice település Csehországban, aČeské Budějovice-i járásban. Olešnice Žár, Petříkov, Trhové Sviny, Nové Hrady és Borovany településekkel határos. Lakosainak száma 892 fő (2024. január 1.).

## Népesség
A település lakosságának változását az alábbi diagram mutatja:
| Lakosok száma | 1179 | 1334 | 1495 | 989  | 768  | 689  | 809  | 836  | 870  | 892  |
|               | 1869 | 1890 | 1921 | 1950 | 1980 | 2001 | 2017 | 2019 | 2022 | 2024 |